# Johnny Brouwers
Léon „Johnny“ Brouwers (* 1930 in Elisabethville, Belgisch Kongo) ist ein belgischer Jazzmusiker (Piano, Komposition).

## Leben und Wirken
Brouwers kam im Alter von zwölf Jahren zum Jazz, als er Platten von Paul Whiteman und Guy Lombardo hörte, was ihn dazu brachte sich für die belgischen Swingbands wie von Fud Candrix, Stan Brenders oder Ivon De Bie zu interessieren. Nach der Befreiung Belgiens beschäftigte er sich autodidaktisch mit Jazz; 1946 wirkte er bei Jamsessions des Jazzclubs von Molenbeek mit. Anschließend spielte er in der Bigband von Daniel Lachtman. 1954 gründete er in Brüssel mit dem Gitarristen Roland Gohy die Formation The Tempo’s Cool Boys, in der er dann mit Jazzmusikern wie Babs Robert, Jean-Pierre Desmaret und Jean-Pierre Gebler spielte. 1957 formierte er die Jazz Preachers (mit Vivi Mardens, Paul Sterckx und Babs Robert); 1959 bildete er mit Freddie Deronde ein Trio, das im Club Rose Noire auftrat und auch amerikanische Musiker wie Jerome Richardson oder Sahib Shihab begleitete.
In den 1960er-Jahren war Brouwers Pianist und musikalischer Leiter des Quartetts von Babs Robert, mit dem er auf dem Montreux Jazz Festival 1967 und 1968 auf dem Jazz Jamboree in Warschau mit freiem Jazz gastierte. In den 1970er-Jahren arbeitete er mit verschiedenen Fusion-Bands, außerdem mit Bruno Castellucci, Douglas Lucas, Frank Weyts, John Van Rymenant.

## Lexikalischer Eintrag
- Émile Henceval: Dictionnaire du jazz à Bruxelles et en Wallonie. Liège: Pierre Mardaga, 1991.